# Canarina canariensis
Espèce
Synonymes
- Campanula canariensis L.[1] [2]
- Campanula hastifolia Salisb.[1]
- Canarina campanula L.[1] [2]
- Canarina laevigata G.Don[1]
- Mindium canariense (L.) Raf.[1]

Canarina canariensis est une espèce de plantes de la famille des Campanulaceae  et du genre des Canarina.

## Liste des variétés
Selon Tropicos (27 juillet 2016) :
- variété Canarina canariensis var. angustifolia G. Kunkel

## Quelques vues de la plante

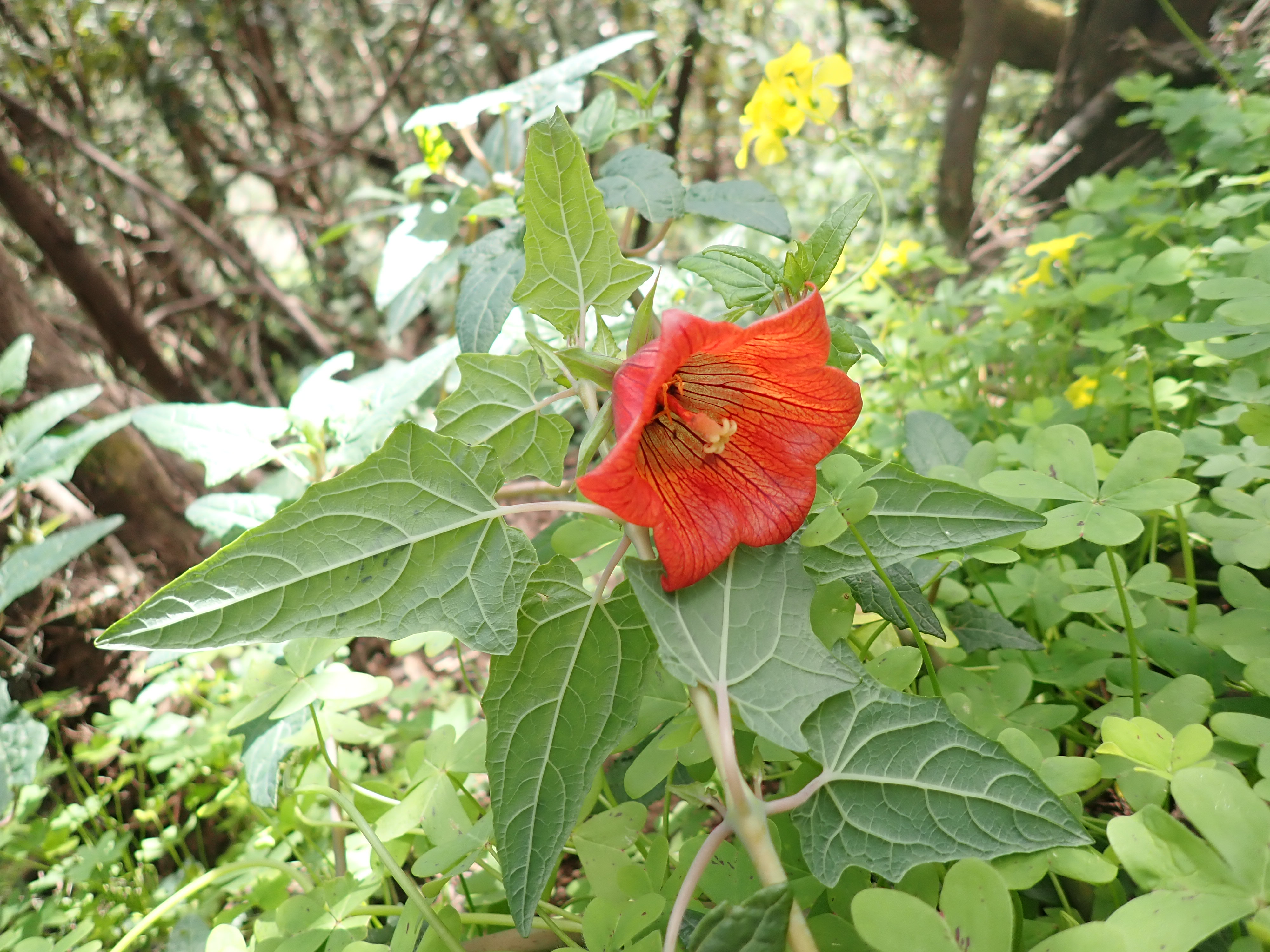
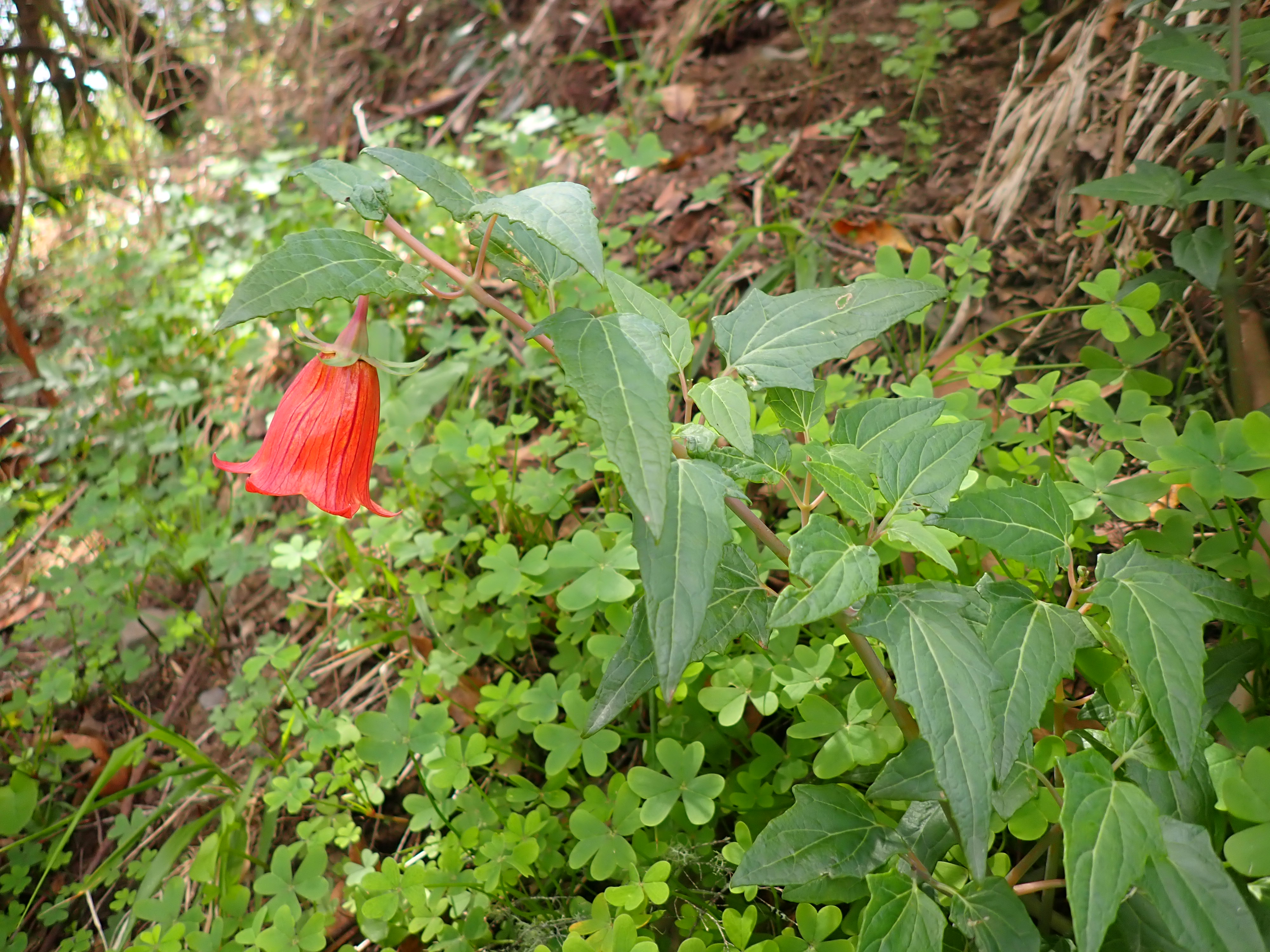